# Vibrio fischeri
Vibrio fischeri é uma espécie de bactéria marinha.
Muitos organismos do mar profundo dependem desta bactéria para gerar luz. Nesses casos as bactérias vivem em colónias dentro do corpo do hospedeiro, numa relação de mutualismo. Estas bactérias produzem luz através de uma reação química que se dá dentro das células.
A Vibrio fischeri também existe como organismo livre, que se move através da água graças a um flagelo e se alimenta de matéria orgânica.
As suas células são em forma de bastão e medem 0,003 mm.
A sua distribuição é mundial.